# Pałac Juliusza Kindermanna w Łodzi
Pałac Juliusza Kindermanna – pałac znajdujący się przy ul. Piotrkowskiej 137/139 w Łodzi.

## Historia
W 1842 roku na posesji pod tym adresem znajdował się „Szynk soli” prowadzony przez Alojzego Kobera. Kamienicę wzniesiono w 1907 roku dla Juliusza Kindermanna (łódzkiego przemysłowca pochodzenia niemieckiego, który w 1892 roku uruchomił w tym mieście fabrykę włókienniczą; przerób bawełny), według projektu wiedeńskiego architekta – Karla Seidla oraz łódzkiego – Gustawa Landau-Gutentegera, którzy wzorowali się w nim na budowlach włoskiego renesansu. Inwestycję zrealizowała łódzka firma budowlana „Wende i Zarske” (Łodź, ul. J. Kilińskiego 122).
W 1910 roku na tyłach działki została wzniesiona oranżeria, według projektu Lwa Lubotynowicza, powiększona po śmierci J.R. Kindermanna w 1937 roku. Rezydencja była dwukrotnie przebudowywana. W latach 1940–1941 wnętrze hallu podzielono na dwie kondygnacje, przebudowano parter, zlikwidowano wykusz w elewacji zachodniej i wprowadzono windę w oficynie. Autorami tych zmian byli Bruno Haessner i Rudolf Richter. Podczas drugiej przebudowy, w 1967 roku, w miejsce sieni przejazdowej utworzono podcienia arkadowe.
Obecnie w dawnej willi Kindermanna mają swoją siedzibę: Klub Nauczyciela, PAN Oddział w Łodzi, ZNP Oddział Łódzki, a także biuro turystyki Logostour i kawiarnia. Obok willi jest Pasaż Józewskiego, w którym znajduje się Kufer Reymonta. Początkowo w tym miejscu miała stać północna część pałacu. Obok willi Kindermanna w Pasażu Józewskiego wybudowano siedzibę Wojewódzkiego Sądu Administracyjnego w Łodzi, którego budynek nawiązuje stylistyką do pałacu.

## Architektura
Jest to pałac miejski, jego fasada jest częścią pierzei ulicy. Projekt domu mieszkalnego – rezydencji o funkcjach biurowo-mieszkalnych i magazynowych, zakładał budowę trójkondygnacyjnego domu mieszkalnego z dwiema parterowymi stajniami. Wzniesiono tylko budynek frontowy, jedną dwupiętrową oficynę i stajnię. Była to jedna z niewielu rezydencji usytuowana z dala od zabudowań fabrycznych, o funkcjach biurowych na parterze i magazynowych w zapleczu.
Elewacja frontowa jest w stylu pseudorenesansowym (nosi cechy renesansu florenckiego, rzymskiego i weneckiego) z elementami baroku. Jest ona sześcioosiowa, z oknami zamkniętymi łukiem półkolistym i wysokim boniowanym parterem. Całość elewacji zwieńczona jest gzymsem kordonowym, poniżej którego biegnie mozaikowy fryz z alegorycznym przedstawieniem, odnoszącym się do przemysłu i handlu. Mozaika, która jest wyjątkowym elementem zastosowanym w dekoracjach fasady, pochodzi z 1909 roku. Wykonała ją wenecka firma sztukatorska Antonia Salviatiego, według projektu Aloisa Hansa Schrama. W asymetrycznym wykuszu znajduje się tzw. okno palladiańskie. Do budynku prowadziły dwa wejścia na osiach bocznych, jedno pod balkonem do pomieszczeń biurowych parteru, drugie zaś to brama do sieni przejazdowej z wejściem głównym do klatki schodowej, prowadzącej na piętra mieszkalne.